# Monrovia Black Star FC
El Monrovia Black Star Football Club és un club de futbol liberià radicat a la ciutat de Monròvia. Disputa els seus partits a l'estadi Antonette Tubman. Va ser fundat el 15 de març de 1980.

## Trajectòria esportiva
- 1980 - 4a divisió
- 1981 - 4a divisió
- 1982 - 4a divisió
- 1983 - 3a divisió
- 1984 - 3a divisió
- 1985 - 2a divisió
- 1986 - 2a divisió
- 1987 - 2a divisió
- 1988 - 1a divisió
- 1989 - 1a divisió
- 1990 - 1a divisió
- 1991 - 1a divisió
- 1992 - 1a divisió
- 1993 - Premier League
- 1998 - 1a divisió
- 1999 - Premier League
- 2000 - Premier League
- 2001 - Premier League
- 2002 - Premier League
- 2003 - 1a divisió
- 2004 - 1a divisió
- 2005 - 1a divisió
- 2006 - Premier League
- 2007 - Premier League
- 2008 - Premier League, guanyador de lliga i copa
- 2009 - Premier League
- 2010/11 - Premier League

## Antics presidents
- Harris Myers
- Joseph Morris
- Henry Blackie
- Henry Brown
- Pennue Bestman

## Entrenadors destacats
- Jarwee Quaih
- George Attiah
- Philip Togba
- Musa Sillah

## Jugadors destacats
- Kelvin Sebwe
- Musa Sillah
- Thomas Kojo
- Dionysius Sebwe
- Oliver Makor
- Alex Brown
- Mama Saah
- Josephus Quiah
- Alvin Kieh
- Peter Doe
- Leo Gibson

## Palmarès
- Lliga liberiana de futbol:[1]
  - 2008
- Copa liberiana de futbol:[2]
  - 2008